# Luigi Luzzatti
Luigi Luzzatti (1. března 1841 Benátky – 29. března 1927 Řím) byl italský liberální politik, právník, ekonom a filozof, premiér své země od 31. března 1910 do 30. března 1911.
Pocházel z bohaté a kultivované židovské rodiny a získal reputaci jako sociální reformátor usilující o povznesení nejchudších vrstev. Podporoval vznik italských úvěrových družstev a v knize Dio nella libertà (Bůh ve svobodě) propagoval náboženskou toleranci. Roku 1867 se stal profesorem práva a roku 1869 se poprvé podílel na činnosti vlády. Jako premiér nebyl příliš úspěšný, protože postrádal dostatečnou energii a bojovnost.